# Poltruba
Poltruba je tůň, která vznikla v místě dřívějšího toku řeky Labe mezi Čelákovicemi a Přerovem nad Labem východně od vesnice Císařská Kuchyně v okrese Nymburk ve Středočeském kraji v Česku. Má rozlohu 0,1766 ha. Je 65 m dlouhá a 42 m široká. Leží v nadmořské výšce 173 m. Patří do skupiny Hrbáčkových tůní, přičemž leží na hranici přírodní rezervace Káraný - Hrbáčkovy tůně.

## Okolí
Okolí tůně pokrývají pole, která dosahují až k jejím břehům, pouze na jihu roste les. Ve vzdálenosti 80 m západně se nachází Černá tůň. Leží u západního konce Budečské hráze. U tůně se nachází vědecká základna Přírodovědecké fakulty Univerzity Karlovy.

## Vodní režim
Tůní protéká Zámecký potok, jež je přítokem Výmoly. Přitéká z jihu ze Salvátorského rybníka v Přerově nad Labem přes les Netušil a odtéká na sever do Procházkové tůně. Přítok z Černé tůně ústí do Zámeckého potoka těsně nad jeho ústím do tůně Poltruba. Náleží k povodí Labe.

## Přístup
Přístup je možný po polní cestě:
- od silnice spojující Císařskou Kuchyni a Přerov nad Labem
- od  Přírodovědné naučné stezky Přerov nad Labem

## Galerie

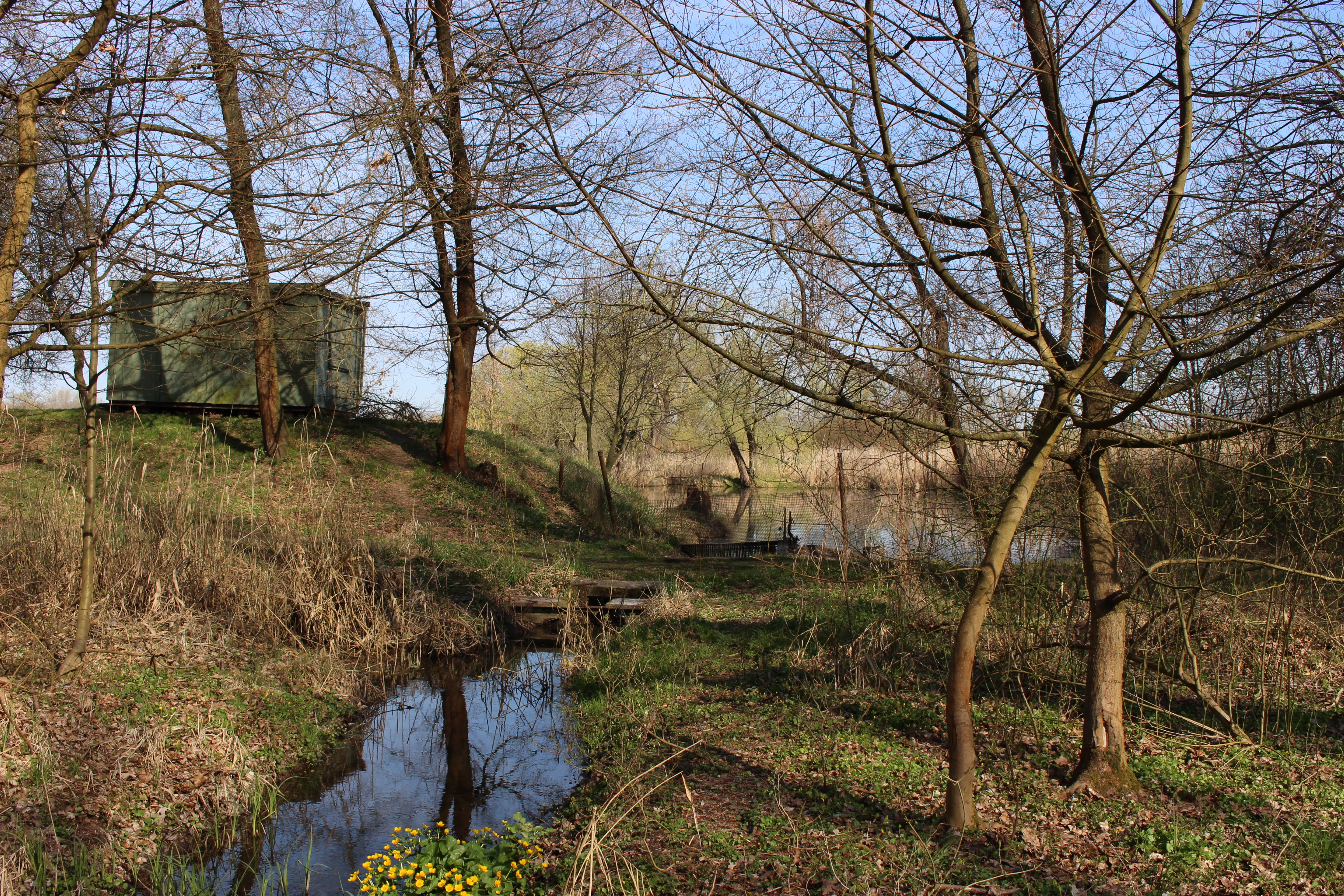
Zámecký potok před Poltrubou
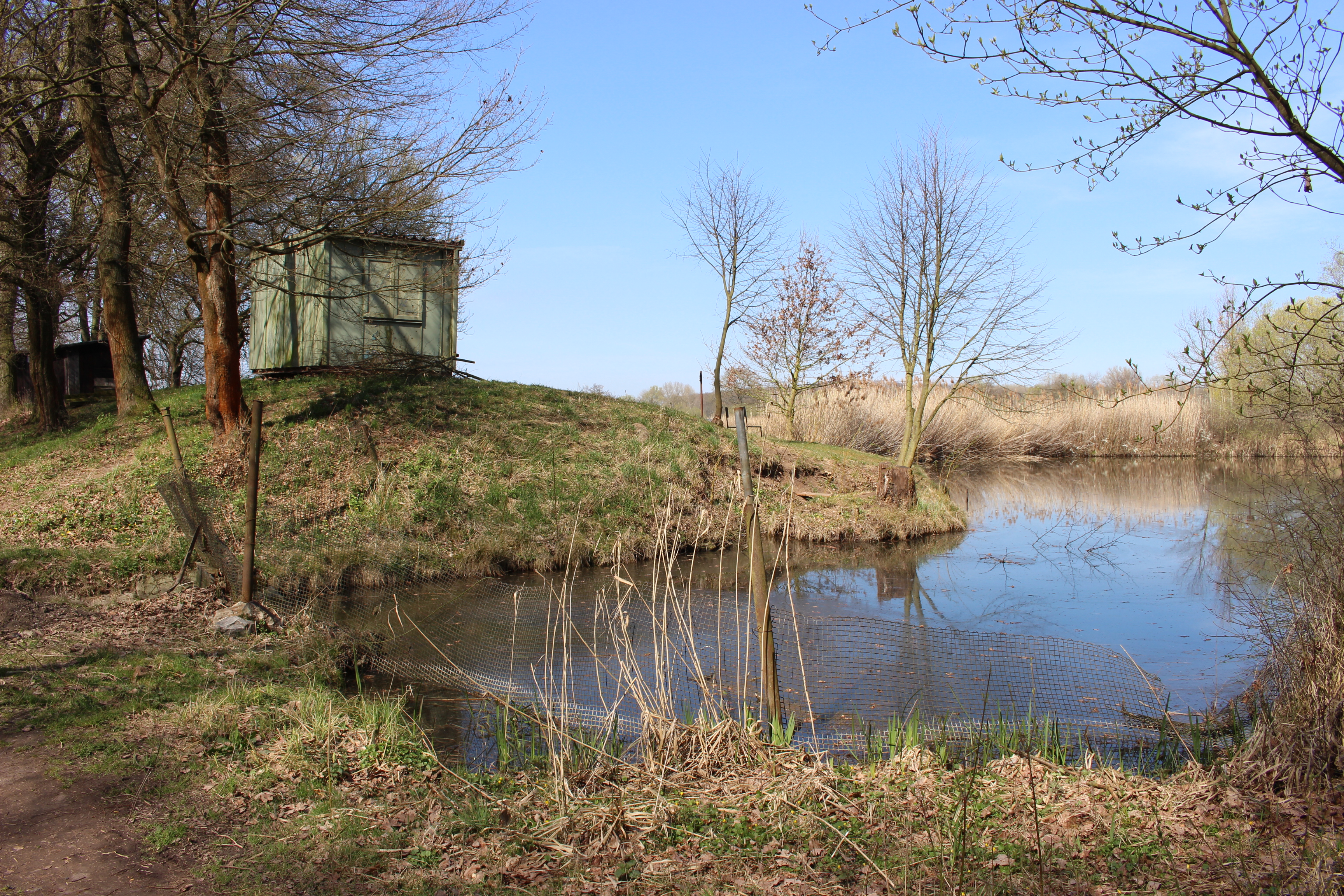
Ústí potoka
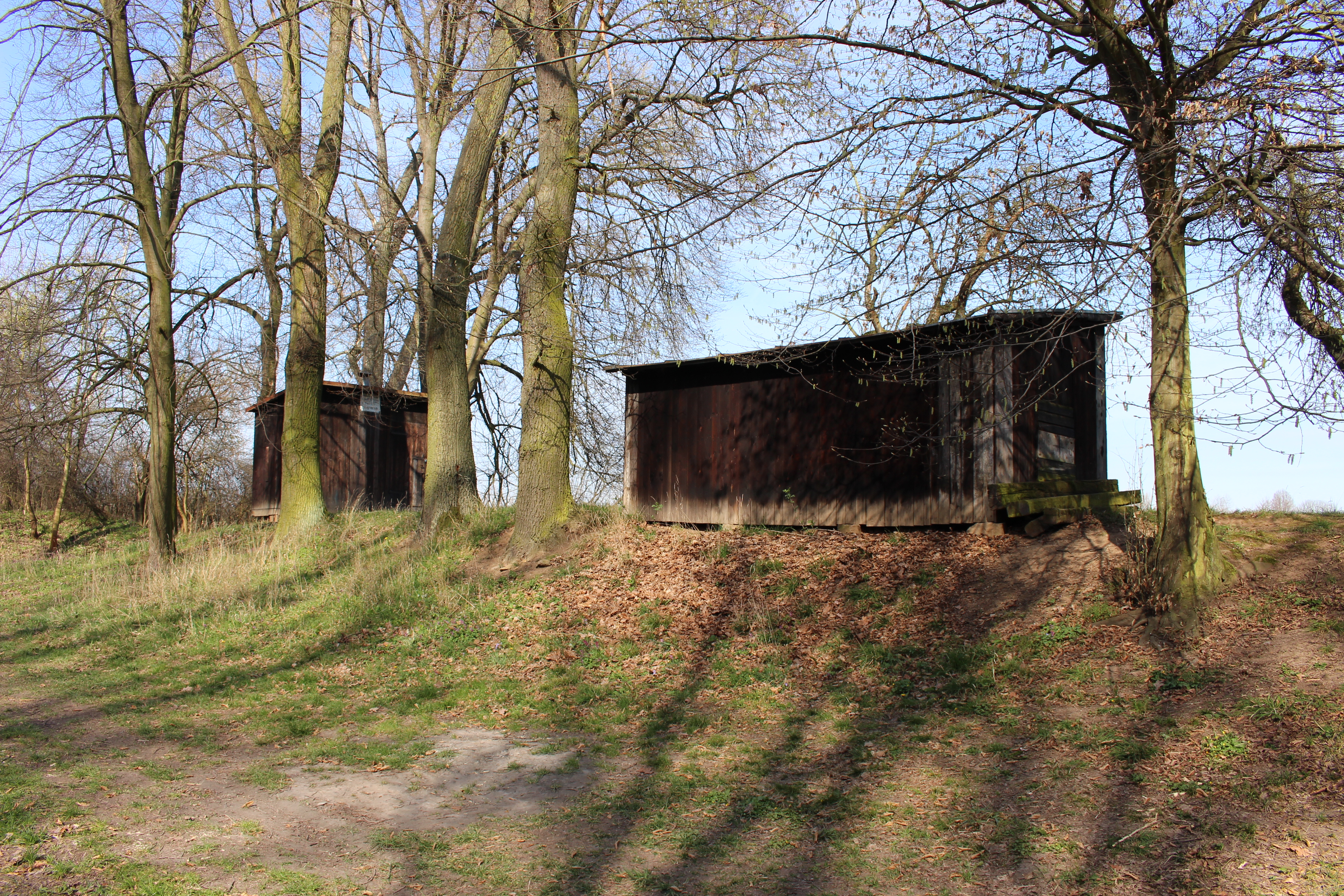
Vědecká základna PřF UK
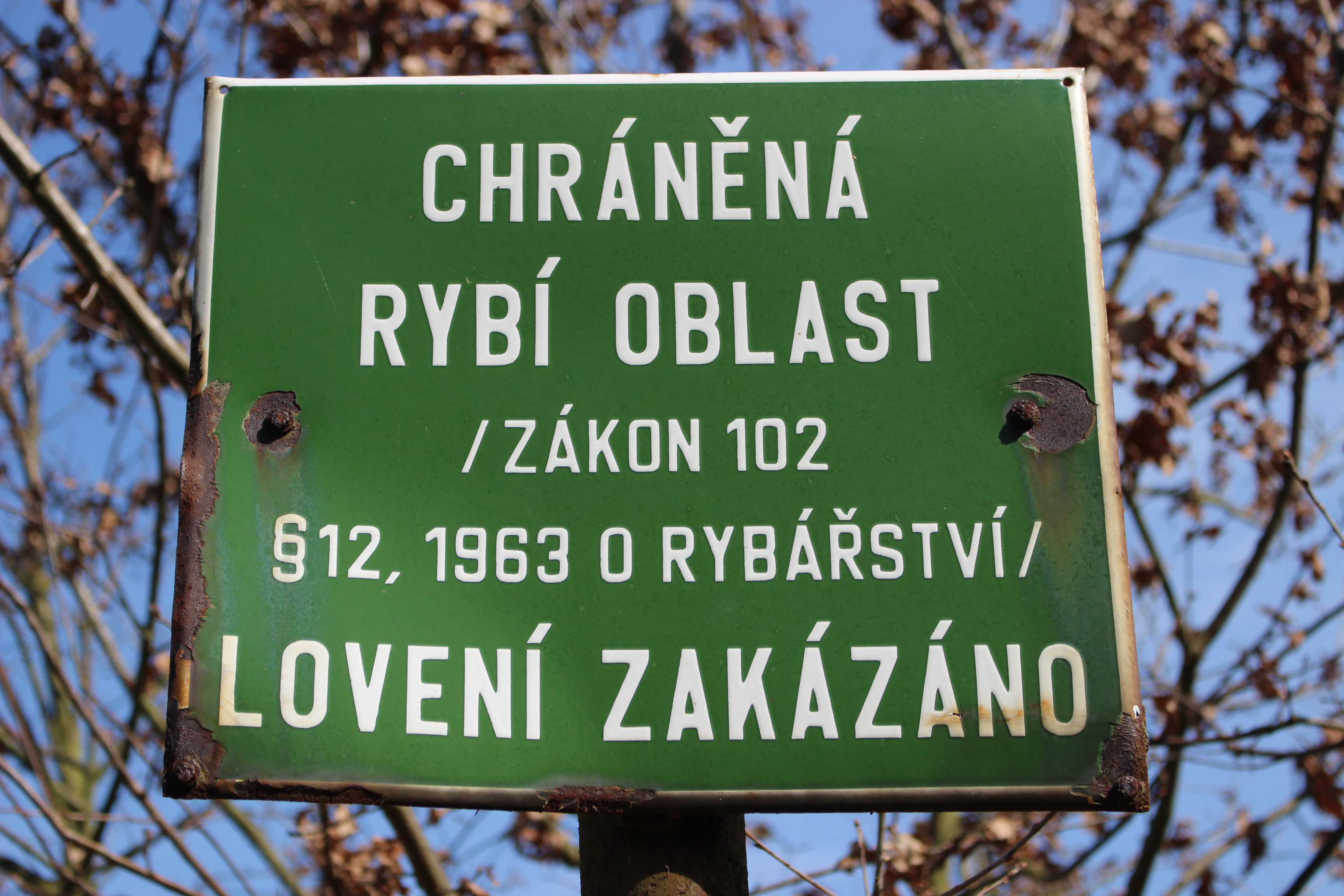
Tabulka chráněné rybí oblasti